# Lu Tong
Lu Tong (eenvoudig Chinees: 卢仝; traditioneel Chinees: 盧仝; pseudoniem: YuChuanZi of 玉川子; 790 - 835) was een Chinese dichter uit de Tangperiode. Hij kwam uit de stad Jiyuan in de provincie Henan. Nooit was hij werkzaam bij de overheid. Hij was vooral bekend vanwege zijn levenslange studie van de theecultuur. Zijn liefde daarvoor overtrof zo mogelijk nog die voor de dichtkunst. In een van zijn gedichten laat thee het aardse met het hemelse versmelten. 